# Ihász Aladár (költő)
Felpéczi Ihász Aladár (Szeged, 1856. augusztus 22. – Budapest, 1919. április 5.) újságíró, költő, ügyvéd, író, szövegíró, lapszerkesztő. Ihász Aladár és Ihász Lajos színészek apja.

## Életútja
Ihász Márton törvényszéki bíró és Szabó Szidónia fia. Tanulmányainak elvégzését követően Kiskunfélegyházára ment, ahol ügyvédként működött. Költeményeket írt a Kecskeméti Lapokba 1873-ban. 1893. február 5-től 1895. szeptember 29-ig szerkesztette a Félegyházi Hírlapot, majd elhagyva a várost és 1895-től Budapesten a Magyarország című napilap helyettes szerkesztője volt.
Kora fiatalsága óta folytatott költői munkásságot, de csak 1901-ben jelent meg a Grill Károly-cég kiadásában els kötete Költemények cím alatt, Bartha Miklós előszavával, mely olyan nagy sikert aratott, hogy több kiadást is megért. Verseinek közvetlensége és dalszerűsége, legjelesebb dalszerzőinket is inspirálta dalainak megzenésítésére. A Rigó-dalok, Rózsák, Hold-dalok egyes darabjai Fráter Loránd, Székács Aladár, Hollaky Zoltán, Nemeshegyi Béla, Manchen Mariska és mások megzenésítésében országos népszerűségre tettek szert. Közülük a Szerelem múlásán ne fogjon el bánat... kezdetű örvendett a legnagyobb elterjedtségnek. A Nemeshegyi által megzenésített Ihász-dalok pedig német fordításban is megjelentek. 1908-ban második verseskönyve Ujabb versek cím alatt a Singer és Wolfner cégnél jelent meg, mely szintén nagy elismerést szerzett a költőnek.
Felesége Molnár Irén volt.

## Művei
- Költemények (Budapest, 1901)
- Újabb versek (Budapest, 1908)
- Az én szívem (Budapest, 1903)